# 巴克斯特山
74°22′S 162°32′E / 74.367°S 162.533°E
巴克斯特山是南極洲的山峰，位於維多利亞地，屬於艾森豪山脈的一部分，海拔高度2,430米，由羅伯特·斯科特率領的英國探險隊發現。